# Lliga portuguesa de basquetbol
La lliga portuguesa de basquetbol, anomenada Liga de Clubes de Basquetebol o Liga LPB, és la màxima competició de bàsquet a Portugal. És organitzada per l'associació de clubs LCB. Existeix també una segona divisió professional (ProLiga) organitzada per la federació. És professional des de l'any 1995.

## Equips (temporada 2019/20)
- AD Ovarense
- Barreirense
- CAB Madeira
- Esgueira
- FC Porto
- Galitos
- Illiabum
- Maia BC
- SC Lusitânia
- SL Benfica
- Sporting CP
- Terceira BC
- UD Oliveirense
- Vitória SC

## Historial
- 1932-33: Conimbricense
- 1933-34: União de Lisboa
- 1934-35: Carnide
- 1935-36: Carnide
- 1936-37: Carnide
- 1937-38: Carnide
- 1938-39: CF Belenenses
- 1939-40: Benfica
- 1940-41: Carnide
- 1941-42: Vasco da Gama AC
- 1942-43: Carnide
- 1943-44: Carnide
- 1944-45: CF Belenenses
- 1945-46: Benfica
- 1946-47: Benfica
- 1947-48: Vasco da Gama AC
- 1948-49: Académica
- 1949-50: Académica
- 1950-51: Vasco da Gama AC
- 1951-52: FC Porto
- 1952-53: FC Porto
- 1953-54: Sporting CP
- 1954-55: Académica
- 1955-56: Sporting CP
- 1956-57: Barreirense
- 1957-58: Barreirense
- 1958-59: Académica
- 1959-60: Sporting CP
- 1960-61: Benfica
- 1961-62: Benfica
- 1962-63: Benfica
- 1963-64: Benfica
- 1964-65: Benfica
- 1966-67: Sport Luanda e Benfica
- 1967-68: Sporting Lourenço Marques
- 1968-69: Sporting CP
- 1969-70: Benfica
- 1970-71: Sporting Lourenço Marques
- 1971-72: FC Porto
- 1972-73: Sporting Lourenço Marques
- 1973-74: Malhangalene
- 1974-75: Benfica
- 1975-76: Sporting CP
- 1976-77: Ginasio Figueirense
- 1977-78: Sporting CP
- 1978-79: FC Porto
- 1979-80: FC Porto
- 1980-81: Sporting CP
- 1981-82: Sporting CP
- 1982-83: FC Porto
- 1983-84: CA Queluz
- 1984-85: Benfica
- 1985-86: Benfica
- 1986-87: Benfica
- 1987-88: Ovarense
- 1988-89: Benfica
- 1989-99: Benfica
- 1990-91: Benfica
- 1991-92: Benfica
- 1992-93: Benfica
- 1993-94: Benfica
- 1994-95: Benfica
- 1995-96: FC Porto
- 1996-97: FC Porto
- 1997-98: Estrelas Avenida
- 1998-99: FC Porto
- 1999-00: Ovarense
- 2000-01: Portugal Telecom
- 2001-02: Portugal Telecom
- 2002-03: Portugal Telecom
- 2003-04: FC Porto
- 2004-05: CA Queluz
- 2005-06: Ovarense
- 2006-07: Ovarense
- 2007-08: Ovarense
- 2008-09: Benfica
- 2009-10: Benfica
- 2010-11: FC Porto
- 2011-12: Benfica
- 2012-13: Benfica
- 2013-14: Benfica